# Кардинал-Рівне
«Кардинал-Рівне» — український футзальний клуб з міста Рівне, що бере участь в українській Екстра-лізі. Володар Кубка України з футзалу 2023 року, бронзовий призер Екстра-ліги сезону 2022/2023.

## Історія

### Колишні назви
| Сезон     | Назва                        |
| --------- | ---------------------------- |
| 2000-10   | МФК «Кардинал»               |
| 2010-2021 | МФК «Кардинал-Рівне»         |
| 2021-2023 | МФК «Кардинал-Рівнестандарт» |
| 2023-2025 | МФК «Кардинал-Рівне»         |

### МФК «Кардинал»
Міні-футбольний клуб «Кардинал» заснований 2000-го року. У тому ж році команда розпочала виступи у першості Львова. У першому ж сезоні команда відразу ж здобула бронзові медалі. У наступному — «кардиналівці» фінішували на другому місці, а 2002-го року заявилися у чемпіонат України серед команд другої ліги західної зони. Дебютував «Кардинал» дуже добре, здобувши бронзові медалі. У сезоні 2003-2004-х років «кардиналівці» завоювали срібні медалі. Наступного сезону «Кардинал» вдруге виборов бронзові нагороди і здобув право підвищитися у класі.
Сезон 2005/2006 став дебютним для команди у першій лізі і водночас найвдалішим у її короткій історії. «Кардинал» виборов друге місце у західній зоні і пробився у фінальну пульку, де здобув четверте місце. Також команда дійшла до чвертьфіналу Кубка України. В 1/16-ій фіналу «Кардинал» з рахунком 3:1 переміг донецьку «Київську Русь», яка на той час виступала у вищій лізі, а у 1/8-ій фіналу львів'яни перемогли харківський «Локомотив» — 8:4 (у гостях) і 1:1 (вдома).
Сезон 2006/2007 років був не таким вдалим, як попередній. Команда посіла лише шосте місце у західній зоні першої ліги і не змогла пробитися у фінальну пульку. Попри це, керівник Асоціації футзалу України Геннадій Лисенчук запропонував «Кардиналу» спробувати власні сили у вищій лізі. Президент клубу Володимир Валявка оцінив фінансові можливості клубу і вирішив заявити команду у вищу лігу України.
Сезон 2007/2008 став дебютним для команди у вищій лізі. «Кардинал» з 24 очками посів 13 місце у турнірній таблиці. Львів'яни відзначились своєю нестабільністю. З одного боку «Кардинал» здобував надзвичайно важкі перемоги на виїзді над харківським «Локомотивом» і київською «Планетою-Міст» і боровся у домашніх матчах з ТВД, «Ураганом», «Єнакієвцем», а потім міг розгромно програти «Контингенту». Але однозначно сезон потрібно занести до активу львів'янам. Адже молоді хлопці здобули неоцінимий досвід матчів у вищій лізі. А лідер команди Степан Струк став одним з найкращих бомбардирів сезону, забивши 19 голів, він посів шосте місце. Також слід відзначити, що посеред сезону відбулась зміна тренера, і замість Романа Кореня пост головного тренера посів відомий футзаліст Роман Свищ. Він деякий час був граючим тренером.
У міжсезоння команда попрощалась зі своїм лідером Степаном Струком, який перейшов у «Енергію», але зате підсилився кількома виконавцями, які виступали у складі «Тайму», Юрієм Цибиком, Андрієм Баландюхом, Назаром Яцишином та й іншими перспективними хлопцями, зокрема Михайлом Волянюком. Але все одно «Кардинал» продовжував дивувати своєю нестабільністю. І у підсумку львів'яни випередили лише МФК «Рівне» і з 19-ма очками посіли 14-те місце.

### Об'єднання МФК «Рівне» та МФК «Кардинал»
У сезоні 2009/2010 до «Кардиналу» прийшли ще кілька досвідчених гравців, чемпіони України Ігор Кудінов, Сергій Кольцун, а також молоді вихованці МФК «Рівне», адже рівненський клуб став фарм-клубом львівського, Володимир Сондак, Олександр Басич і Дмитро Жовтун. Перша половина чемпіонату була невдалою і взимку знову відбулась зміна тренера. Замість Романа Свища головним тренером став Віктор Юзик, який тренував дніпропетровський «Будівел». З новим тренером — результати покращились І у підсумку команда набрала 23 очка і посіла 11-те місце.
Після цього сезону сталась доленосна подія у історії клубу. Президент клубу Володимир Валявка, зваживши всі «за» і «проти», вирішив змінити базування команди на рівненське. Мотивувавши це рішення тим, що у Рівному до клубу буде більше увага і чиновників, і спонсорів, і уболівальників. Також у зв'язку з переїздом вагомо змінився кадровий склад команди. Вдалось повернути у команду вихованців з Рівного Сергія Піддубного, Андрія Паршикова і Сергія Тригубця. Також команда підсилилась воротарем Віталієм Дєнюжкіним та іншими молодими виконавцями, зокрема з МФК «Рівне». Головним тренером команди став екс-тренер МФК «Рівне» Юрій Баховський. Зібравши боєздатний колектив, сезон став найуспішнішим за історію клубу. У регулярному чемпіонаті «Кардинал» посів п'яте місце. У чвертьфіналі плей-оф рівняни поступились «Єнакієвцю», але у втішному турнірі вибороли п'яту сходинку за підсумками сезону. Крім того команда дійшла до фіналу Кубка України, де мінімально поступилась львівській «Енергії» 1:2.
Перед стартом сезону 2013/2014 команда взяла участь у турнірі Mini World Futsal Club Tournament, що відбувався у Кувейті. Турнір пройшов у липні 2013-го року. Участь у міжнародних змаганнях взяли 16 футзальних клубів із 15-ти країн світу.
«Кардинал» виступав у групі «А» разом із єгипетським клубом «Makasa», колумбійським «Atlético Huila» та командою «Naser» із Саудівської Аравії. У першому матчі українці обіграли аравійців — 2:0 (голи: Сергій Тригубець, Андрій Чернієнко), а згодом — єгиптян — 2:1 (голи: Олександр Бондар, Сергій Піддубний). У заключному турі групового етапу «Кардинал» розгромив «Атлетіко Уілу» — 5:0 (голи: Андрій Чернієнко — 3, Сергій Тригубець, Артем Фаренюк), впевнено пройшовши до чвертьфіналу.
Там команда Сергія Піддубного впевнено перемогла господарів турніру, кувейтський клуб «Кадсіа» — 3:0 (Олександр Бондар, Сергій Піддубний, Андрій Чернієнко).
У півфіналі «Кардинал» зустрівся із хорватським «Алюмнусом». По ходу матчу рівняни програвали, втім завдяки голам Олександра Бондара і Сергія Піддубного (за сім секунд до сирени) вирвали перемогу — 2:1.
В іншому півфіналі єгипетський клуб «Макаса» обіграв іспанський «Сантьяго Футзал» — 3:2 і теж потрапив до фіналу.
Основний матч гри «Кардинал» «Макаса» завершився унічию — 1:1. Гол за рівнян знову забив Олександр Бондар. Втім, в екстра-таймі сильнішими виявилися єгиптяни, які святкували перемогу — 3:1.
«Кардинал» задовільнився срібними медалями. Бронзові медалі міжнародного турніру завоював «Сантьяго Футзал».
Після трьох поспіль сезонів, коли команда посідала у регулярному чемпіонаті місце не вище 7-го, керівництво клубу наважилося на радикальний крок. 18 червня 2018 року на посту головного тренера команди Сергія Піддубного замінив найтитулованіший тренер часів Незалежної України Станіслав Гончаренко, який шість разів завойовував звання чемпіона із трьома різними командами. Іменитий наставник значно омолодив склад, але результату в Рівному так і не добився. 28 листопада 2019 року після поразки у виїзному матчі від «Продексіма» (0:8), Гончаренка було звільнено з посади головного тренера «Кардинал-Рівне».
На заміну зірковому тренеру керівництво рівнян запросило легенду українського футзалу Ігоря Москвичова, який носить титул найкращого бомбардира українського футзалу часів незалежності (733 гола за кар'єру). Утім і він не зміг привести до Рівного титулів чи медалей, хоча команда відрізками демонструвала доволі симпатичну гру. 6 лютого 2021 року після кубкової поразки від першолігового «Budmonster» (4:6) Ігор Москвичов подав у відставку. Виконуючим обов'язки, а згодом і офіційно головним граючим тренером став Олександр Бондар.
Перший повноцінний сезон на посаді головного тренера для молодого спеціаліста складався доволі оптимістично. Команда перебувала на четвертому місці у турнірній таблиці, а кращим бомбардиром Екстра-ліги був «кардиналівець» Михайло Волянюк (18 голів). Утім через воєнні дії в Україні першість була завершена достроково. А вже в наступному сезоні Олександр Бондар здобув із командою перший в історії клубу Кубок України та вперше стали призерами чемпіонату Екстра-ліги (бронзові нагороди; третє місце).

## Склад команди на сезон 2024/25
| Гравець               | Р.н.       |
| Воротарі              | Р.н.       |
| --------------------- | ---------- |
| Костянтин Рафальський | 05.12.2005 |
| Дмитро Дяченко        | 26.01.2004 |
| Макар Левченко        | 07.05.2007 |
| Універсали            |            |
| Олександр Басич       | 26.07.1988 |
| Едуард Волков         | 23.02.2000 |
| Євген Ланко           | 20.08.1989 |
| Сергій Кравчук        | 08.10.1999 |
| Микита Козлюк         | 01.09.2004 |
| Артем Малиновський    | 17.04.2009 |
| Любомир Парфенюк      | 08.08.2001 |
| Владислав Сорокін     | 14.01.2000 |
| Віталій Панкратій     | 20.05.2004 |
| Володимир Кручок      | 31.07.1993 |
| Максим Горбулько      | 04.09.2005 |
| Дмитро Скибчик        | 12.10.2004 |
| Михайло Волянюк       | 23.04.1989 |

## Усі сезони (без урахування матчів плей-оф)
| Сезон                         | Ліга                          | Місце                         | Ігри      | Перемоги  | Нічиї     | Поразки   | Різниця м'ячів | Очки      | Тренер                                          | Бомбардири (включаючи ігри плей-оф) |
| Вища ліга                     | Вища ліга                     | Вища ліга                     | Вища ліга | Вища ліга | Вища ліга | Вища ліга | Вища ліга      | Вища ліга |                                                 |                                     |
| ----------------------------- | ----------------------------- | ----------------------------- | --------- | --------- | --------- | --------- | -------------- | --------- | ----------------------------------------------- | ----------------------------------- |
| 2007-08                       | Вища ліга                     | 13 з 15                       | 28        | 7         | 3         | 18        | 55-103         | 24        | Р. Свищ/Р. Корень                               |                                     |
| 2008-09                       | Вища ліга                     | 14 з 15                       | 28        | 6         | 1         | 21        | 48-97          | 19        | Р. Свищ                                         | В. Сондак - по 13                   |
| 2009-10                       | Вища ліга                     | 11 з 12                       | 30        | 6         | 2         | 22        | 71-114         | 20        | В. Юзик                                         | М. Волянюк - 15                     |
| 2010-11                       | Вища ліга                     | 5 з 10                        | 18        | 11        | 1         | 6         | 60-59          | 34        | Ю. Баховський                                   | М. Волянюк - 15                     |
| Екстра-ліга                   |                               |                               |           |           |           |           |                |           |                                                 |                                     |
| 2011-12                       | Екстра-ліга                   | 6 з 7                         | 24        | 6         | 5         | 13        | 57-68          | 23        | С. Піддубний                                    | О. Бондар - 8                       |
| 2012-13                       | Екстра-ліга                   | 5 з 7                         | 24        | 10        | 3         | 11        | 65-62          | 33        | С. Піддубний                                    | А. Чернієнко - 15                   |
| 2013-14                       | Екстра-ліга                   | 5 з 7                         | 24        | 6         | 7         | 11        | 57-65          | 25        | С. Піддубний                                    | С. Піддубний - 13                   |
| 2014-15                       | Екстра-ліга                   | 4 з 10                        | 18        | 10        | 3         | 5         | 68-46          | 33        | С. Піддубний                                    | М. Волянюк - 14                     |
| 2015-16                       | Екстра-ліга                   | 9 з 9                         | 16        | 2         | 1         | 13        | 39-68          | 7         | С. Піддубний                                    | Б. Новак - 10                       |
| 2016-17                       | Екстра-ліга                   | 8 з 10                        | 18        | 4         | 2         | 12        | 42-56          | 14        | С. Піддубний                                    | А. Фаренюк - 12                     |
| 2017-18                       | Екстра-ліга                   | 7 з 9                         | 16        | 4         | 4         | 8         | 33-37          | 16        | С. Піддубний                                    | А. Фаренюк і М. Волянюк - по 10     |
| 2018-19                       | Екстра-ліга                   | 4 з 10                        | 14        | 7         | 2         | 5         | 50-40          | 23        | С. Гончаренко/І. Москвічов                      | І. Салтанов - 19                    |
| 2019-20                       | Екстра-ліга                   | 5 з 9                         | 16        | 6         | 3         | 7         | 36-50          | 21        | І. Москвічов                                    | Р. Горпинич - 7                     |
| 2020-21                       | Екстра-ліга                   | 5 з 10                        | 18        | 6         | 2         | 10        | 57-64          | 20        | І. Москвічов/О. Бондар                          | В. Кожемяка - 9                     |
| 2021-22*                      | Екстра-ліга                   | 5 з 9                         | 17        | 7         | 2         | 8         | 50-53          | 23        | О. Бондар                                       | М. Волянюк - 18                     |
| 2022-23                       | Екстра-ліга                   | 3 з 10                        | 22        | 7         | 6         | 9         | 50-54          | 27        | О. Бондар                                       | М. Волянюк - 18                     |
| 2023-24                       | Екстра-ліга                   | 8 з 10                        | 27        | 7         | 4         | 16        | 41-82          | 25        | О. Бондар (до 1.01.2024)/Є. Ланко (з 1.01.2024) | М. Волянюк - 8                      |
| 2024-25                       | Екстра-ліга                   | 9 з 12                        | 22        | 6         | 5         | 11        | 57-70          | 23        | Є. Ланко                                        | Е. Волков - 10                      |
| Усього (регулярний чемпіонат) | Усього (регулярний чемпіонат) | Усього (регулярний чемпіонат) | 380       | 118       | 56        | 206       | 936-1188       | 410       |                                                 |                                     |

| Сезон   | І  | В  | Н | П  | М      | О  |
| ------- | -- | -- | - | -- | ------ | -- |
| 2010-11 | 9  | 4  | 1 | 4  | 34-39  | 13 |
| 2012-13 | 2  | 0  | 1 | 1  | 6-7    | 1  |
| 2013-14 | 0  | 0  | 0 | 0  | 0-0    | 0  |
| 2014-15 | 2  | 0  | 1 | 1  | 2-5    | 1  |
| 2015-16 | 0  | 0  | 0 | 0  | 0-0    | 0  |
| 2016-17 | 3  | 1  | 0 | 2  | 11-11  | 3  |
| 2017-18 | 4  | 1  | 0 | 3  | 8-12   | 3  |
| 2018-19 | 8  | 1  | 2 | 5  | 8-29   | 5  |
| 2020-21 | 3  | 0  | 0 | 3  | 3-10   | 0  |
| 2022-23 | 9  | 5  | 1 | 3  | 19-20  | 16 |
| 2023-24 | 2  | 0  | 0 | 2  | 2-12   | 0  |
| Усього  | 42 | 12 | 6 | 24 | 93-145 | 42 |

## Рекордсмени
Гвардійці МФК «Кардинал-Рівне» в елітному дивізіоні України (дані на 11.05.2025):
| №   | Гравець      | Роки виступів                       | Матчі |
| --- | ------------ | ----------------------------------- | ----- |
| 1.  | О. Басіч     | (2009-н.ч)                          | 322   |
| 2.  | В. Кручок    | (2011-н.ч.)                         | 238   |
| 3.  | М. Волянюк   | (2008-12, 2013-15, 2018, 2021-н.ч.) | 236   |
| 4.  | В. Танський  | (2007-2015)                         | 188   |
| 5.  | С. Піддубний | (2010-2018)                         | 166   |
| 6.  | Ю. Когут     | (2007-2014)                         | 163   |
| 7.  | Р. Горпинич  | (2017-2023)                         | 139   |
| 8.  | С. Кравчук   | (2018-н.ч.)                         | 132   |
| 9.  | В. Дєнюжкін  | (2010-2015)                         | 110   |
| 10. | А. Фаренюк   | (2012-2018)                         | 104   |

Кращі бомбардири команди в елітному дивізіоні:
| №      | Гравець      | Роки виступів                       | Голи |
| ------ | ------------ | ----------------------------------- | ---- |
| 1.     | М. Волянюк   | (2008-12, 2013-15, 2018, 2021-н.ч.) | 130  |
| 2.     | О. Басіч     | (2009-н.ч.)                         | 63   |
| 3.     | С. Піддубний | (2010-2018)                         | 58   |
| 4.     | В. Танський  | (2007-2015)                         | 53   |
| 5-8.   | М. Маринюк   | (2010-2015)                         | 34   |
| 6-8.   | А. Фаренюк   | (2012-2018)                         | 34   |
| 7-8.   | О. Бондар    | (2011-2013, 2020-2023)              | 34   |
| 8-8    | Р. Горпинич  | (2017-2023)                         | 34   |
| 9-10.  | Ю. Когут     | (2007-2014)                         | 28   |
| 10-10. | В. Кручок    | (2011-н.ч.)                         | 28   |

|    | Гравець       | ЧУ  | КУ | КЛ | Разом |
| -- | ------------- | --- | -- | -- | ----- |
| 1  | М. Волянюк    | 130 | 15 | 0  | 145   |
| 2  | О. Басіч      | 63  | 12 | 0  | 75    |
| 3  | С. Піддубний  | 58  | 4  | 0  | 62    |
| 4  | В. Танський   | 53  | 9  | 0  | 62    |
| 5  | М. Маринюк    | 34  | 15 | 0  | 49    |
| 6  | Р. Горпинич   | 34  | 7  | 4  | 45    |
| 7  | А. Фаренюк    | 34  | 8  | 0  | 42    |
| 8  | В. Кручок     | 28  | 10 | 0  | 38    |
| 9  | О. Бондар     | 34  | 3  | 0  | 37    |
| 10 | М. Мануйленко | 25  | 5  | 2  | 32    |

## Ювілеї

### Ювілейні голи в Екстра-лізі
| Гол  | Прізвище                    | Суперник         | Рахунок | Дата       |
| ---- | --------------------------- | ---------------- | ------- | ---------- |
| 1    | В. Лаба                     | Планета-Міст (г) | 4:2     | 3.10.2007  |
| 100  | М. Волянюк                  | МФК Одеса (г)    | 5:3     | 30.05.2009 |
| 200  | С. Піддубний                | Енергія (г)      | 1:1     | 22.12.2010 |
| 300  | М. Волянюк                  | Енергія (д)      | 1:1     | 4.01.2012  |
| 400  | С. Піддубний (дубль, 1 гол) | Сокіл (г)        | 4:2     | 19.10.2013 |
| 500  | В. Танський (дубль, 1 гол)  | Сокол (г)        | 5:5     | 14.02.2015 |
| 600  | М. Лазикін                  | Сокол (г)        | 1:2     | 18.02.2017 |
| 700  | О. Басич                    | Ураган (г)       | 4:4     | 1.12.2019  |
| 800  | М. Шпигар                   | АФФК Суми (д)    | 5:3     | 20.11.2020 |
| 900  | О. Басич                    | Ураган (д)       | 2:4     | 11.02.2023 |
| 1000 | О. Басич                    | In.It (г)        | 4:2     | 16.11.2024 |

### Інші ювілеї
- Перший матч у Вищій лізі і перша перемога: 3 жовтня 2007 р.,: «Планета-Міст» (Київ) — «Кардинал» — 2:4
- Перший гол: 3 жовтня 2007 року — Володимир Лаба («Планета-Міст» — «Кардинал»)
- Найбільша перемога: 11:3 («ІнБев», 3 жовтня 2020 року, Рівне)[1];
- Найбільша поразка: 4 січня 2010 року - «Шахтар» (Донецьк) — «Кардинал» — 9:1, 21 квітня 2011 "Єнакієвець" - "Кардинал-Рівне" - 9:1
- Перший хет-трик: 5 березня 2008 року, Степан Струк (МФК «Одеса» — «Кардинал»)
- Перший покер: 28 березня 2015 року, Михайло Волянюк («Кардинал-Рівне» — «Титан» — 6:1)
- Найбільше матчів на тренерському містку: Сергій Піддубний - 168;

## Символіка

### Гімн
Атакуй, «Кардинал»

Ще п'ять хвилин, і зворушиться зал.

Банери скрізь: "Атакуй, «Кардинал!»

Ось і суддя. Почалась диво-гра.

Перший удар, і невтишне: «Ура!»

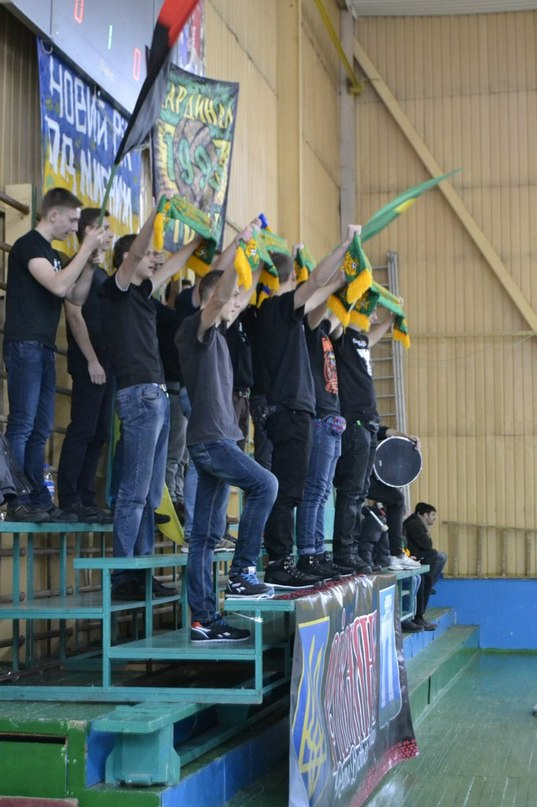
Фанати «Кардинал Рівне»

Приспів: Фінти незабутні, гра в дотик, у стінку.

Мов куля, прицільно влетів м'яч у сітку.

Болільники встали, співаючи гімн.

І свято у серці, і радісно всім.

Ще п'ять хвилин, і фінальний свисток.

До перемоги лишається крок.

Линуть слова: «Кардиналу» хвала!

Зірка твоя у футзалі зійшла!

## Вболівальники
Слова президента були правдою. Клуб зміг швидко завоювати собі прихильників, особливо у сезоні 2013/2014 арена рівненського клубу отримала не тільки аншлаг від глядачів, клуб також здобув підтримку найпалкіших фанатів-ультрас, які своїми патріотичними піснями, і цікавими видовищами на фансекторі підтримують команду, яка вже давно стала рідною, не тільки вдома, але і у досить довгих за відстанню виїзних матчах. На цей момент рівненський клуб практично ніколи не залишається без підтримки своїх фанатів.
У сезоні 2014/2015, 27.12.2014 відбувся матч з криворізьким «Приватом», який став благодійним, усі кошти зібрані з цього матчу та благодійного аукціону були передані військовим у госпіталь для поранених бійців АТО. Фанати допомогли у розробці та купівлі лотів на благодійному аукціоні.

В цілому, команда з вболівальниками має дуже теплі відношення, тодішній головний тренер Сергій Піддубний зазначив, що вболівальники є «Шостим польовим гравцем в команді». 
«Я радий, що у нас є такі віддані вболівальники. Хлопці — молодці. Вони віддано підтримують команду і створюють чудову атмосферу своїми піснями. І я і команда за це дуже вдячні»
Президент МФК"Кадинал-Рівне" Володимир Валявка
Це наші вболівальники, вони нас завжди дуже гаряче підтримують. І я і вся команда їм за це щиро вдячні. 

## Досягнення

### Екстра-ліга
- Бронзовий призер (1): 2022/23
  - Кубок України
  -  Володар Кубка України (1): 2023
  -  Фіналіст (1): 2011.
- Перша ліга України
  -  Чемпіон (1): 1994.

### Світ
- Mini World Futsal Club Tournament
  -  Фіналіст (1): 2013.

## Відомі гравці
- Михайло Волянюк
- Богдан Новак
- Сергій Піддубний
- Олександр Бондар
- Артем Фаренюк
- Сергій Тригубець
- Микита Шпигар